# Eteläinen Edesjärvi
Eteläinen Edesjärvi är en sjö i kommunen Alavo i landskapet Södra Österbotten i Finland. Sjön ligger 120,1 meter över havet. Den är 1,77 meter djup. Arean är 1,1 kvadratkilometer och strandlinjen är 6,93 kilometer lång. Sjön  ingår i Lappo å huvudavrinningsområde.   Den ligger omkring 49 kilometer sydöst om Seinäjoki och omkring 270 kilometer norr om Helsingfors. Sjön är naturreservat. I den ligger bland andra öarna Siilinkari och Suorsakallio. En knapp kilometer nord väst om Eteläinen Edesjärvi ligger den något mindre Pohjoinen Edesjärvi.